# دوروثيوس
دوروثيوس (باليونانية: Δωρόθεος)‏ كان أستاذا للقانون الروماني في كلية الحقوق في بيريتوس في فينيسيا، ليس من المعروف تاريخ ميلاده لكنه توفي قبل 542،  وقد كان أحد المفوضين الثلاثة الذين عينهم الإمبراطور الروماني الشرقي جستنيان الأول لإعداد كتاب للمعاهد،  على غرار نموذج معاهد جايوس، والذي ينبغي أن يكون بمثابة مقدمة Digest (أو Pandects) التي تم إكمالها بالفعل وصدرت في 16 ديسمبر 533، وكان زملاؤه في هذا المشروع تريبونيان وثيوفيلوس، وقد أنجزت أعمالهم في 533 ومنحوا جميعًا أعلى لقبquaestor sacri palatii.
شارك دوروثيوس في تجميع جميع رموز جستنيان (المعاهد، و Digest و Codex repetitae praelectionis )،باستثناء الرمز الأول الصادر في 7 أبريل 529، بما في ذلك الإصدار الثاني من قانون جستنيان الذي صدر في 534.
اعتاد أساتذة القانون القدامى كتابة التعليقات التي تكون في بعض الأحيان مجرد ترجمات على جميع أجزاء قانون جستنيان، في حين صدر قانون جستنيان باللغة اللاتينية، فإن هذه التعليقات كتبت باليونانية، لأن المحامين (الطلاب والممارسين) لم يعد بإمكانهم قراءة اللغة اللاتينية بعد ذلك.